# Хроника Муассака
Хро́ника Муасса́ка (лат. Chronicon Moissiacense) — раннесредневековые анонимные анналы, описывающие историю франков и их государства с IV века по 818 год. Хроника получила название по аббатству Муассак, где впервые было зафиксировано её существование.

## Описание
«Хроника Муассака» сохранилась в нескольких средневековых рукописях, из которых наиболее полными являются «Codex Moissiacensis» из монастыря в Муассаке и «Codex Rivipullensis» из Рипольского монастыря. Предполагается, что ещё одной редакцией «Хроники Муассака» является «Хроника Аниана» (или «Хроника Бенедикта Анианского»). Историки также отмечают совпадение части текста «Хроники Муассака» со свидетельствами «Хроники Юзеса», сохранившейся в рукописи XIV века. Возможно, что авторы этих хроник использовали данные одного общего для них раннесредневекового протографа.
Время и место создания «Хроники Муассака» точно неизвестны. Предполагается, что она была составлена в Септимании, возможно, в Анианском монастыре одним из здешних монахов. Дата создания в работах разных историков колеблется от середины IX до конца X веков. Впервые хроника упоминается в XI веке в описи книг Муассакского монастыря.
«Хроника Муассака», начинающаяся с изложения легендарной истории франков, по 803 год включительно, в основном, является компиляцией более ранних и хорошо изученных историками в оригиналах исторических источников. В этой части анонимный автор использовал в своей работе хроники Беды Достопочтенного и Фредегара, «Книгу истории франков», «Лоршские анналы», а также труды Павла Орозия и Исидора Севильского. С 680 года в «Хронике Муассака» начинают появляться известия о событиях в Южной Галлии (Лангедоке), история которой в этот период довольно скудно освещена в других франкских анналах. Среди подобных уникальных записей, основанных на несохранившихся до нашего времени источниках, находятся сведения о ситуации в Королевстве вестготов накануне арабского завоевания Пиренейского полуострова, о походах арабов в герцогство Аквитания и о войнах с ними франков при Карле Великом. С 803 года «Хроника Муассака» является полностью самостоятельным сочинением, содержащим большое число дополнительных сведений, не только по истории Испанской марки и Септимании, но и всей Франкской империи (например, о событиях на франкско-датской границе). Хроника заканчивается изложением событий 818 года. В конце рукописи находится запись о смерти императора Людовика I Благочестивого в 840 году.
«Хроника Муассака» является ценным историческим источником по истории Франкского государства VIII — начала IX веков.

## Издания
На латинском языке:
- Chronicon Moissiacense. — Monumenta Germaniae Historica. Scriptores (in Folio) (SS). 1. Annales et chronica aevi Carolini. — Hannover: Impensis Bibliopolii Avlici Hahniani, 1826. — P. 280—313. — 660 p.
- Ex Cronico Moissiacensi. — Monumenta Germaniae Historica. Scriptores (in Folio) (SS). 2. Scriptores rerum Sangallensium. Annales, chronica et historiae aevi Carolini. — Hannover: Impensis Bibliopolii Avlici Hahniani, 1829. — P. 257—259. — 840 p.